# Encarsia aurantii
Encarsia aurantii är en stekelart som först beskrevs av Howard 1894.  Encarsia aurantii ingår i släktet Encarsia och familjen växtlussteklar. Inga underarter finns listade i Catalogue of Life.